# Fátima Ferreira
Fátima Ferreira-Briza (Cachoeira de Goiás, Goiás, 16 de febrero de 1959) es una bióloga brasileña, bioquímica y educadora brasileña. Desde 2010  ha sido profesora de Biología Molecular en la Universidad de Salzburgo, Austria, desde octubre de 2011, también ha sido vicerrectora de estudios con responsabilidad en la Facultad de Ciencias Naturales.

## Biografía
Nacido en Cachoeira de Goiás en Brasil central, en 1977. Ferreira completó su educación en Uberlândia. Estudió odontología por la Universidad Federal de Uberlândia, graduándose en 1981. Después de ganar un doctorado en ciencias bioquímicas por la Universidad de São Paulo en 1987,  trabajó como ayudante investigador en la Universidad Federal de Santa Catarina (1988), en la Universidad de Toronto (1990) y en la Universidad de Viena (1992). Mientras en Toronto,  conoce a su futuro marido Peter Briza, un profesor asociado de genética en la Universidad de Salzburgo.
En 1992, Ferreira fue nombrada profesora ayudante en el Instituto de Genética y Biología General en la Universidad de Salzburgo. Mientras sirve allí,  recibe el grado de M.Sc. por la Universidad de Viena con su tesis Bases Moleculares de inmunoglobulina E reconocimiento de Bet v 1, el mayor alérgeno de polen de abedul. 
Después de devenir profesora asociada en el Departamento de Biología Molecular de la universidad de Salsburgo,  deviene profesora plena en 2010. 
En octubre de 2011,  recibe el puesto de vicerrectora de investigaciones mientras encabeza el Christian Doppler Laboratorio para Diagnosis de Alergia y Terapia.
El foco de la búsqueda de Ferreira es la caracterización molecular e inmunológica de alérgenos de polen, especialmente de abedul, ambrosia, artemisia, ciprés y cedro japoneses, su interacción con el sistema inmunitario y el desarrollo de diagnósticos nuevos y aproximaciones terapéuticas, incluyendo vacunas sobre la base de proteínas para enfermedades alérgicas.

## Premios
En 2008, Ferreira recibió el Premio Científico del Año del Club austriaco de Educación y Periodistas de Ciencia. En conexión con el premio, fue invitada a Washington D. C. donde dio conferencias en alergias.